# Megarhyssa cultrimacularis
Megarhyssa cultrimacularis là một loài tò vò trong họ Ichneumonidae.